# Gnophomyia jacobsoni
Gnophomyia jacobsoni är en tvåvingeart som beskrevs av Alexander 1927. Gnophomyia jacobsoni ingår i släktet Gnophomyia och familjen småharkrankar. Inga underarter finns listade i Catalogue of Life.